# 雙重賠償

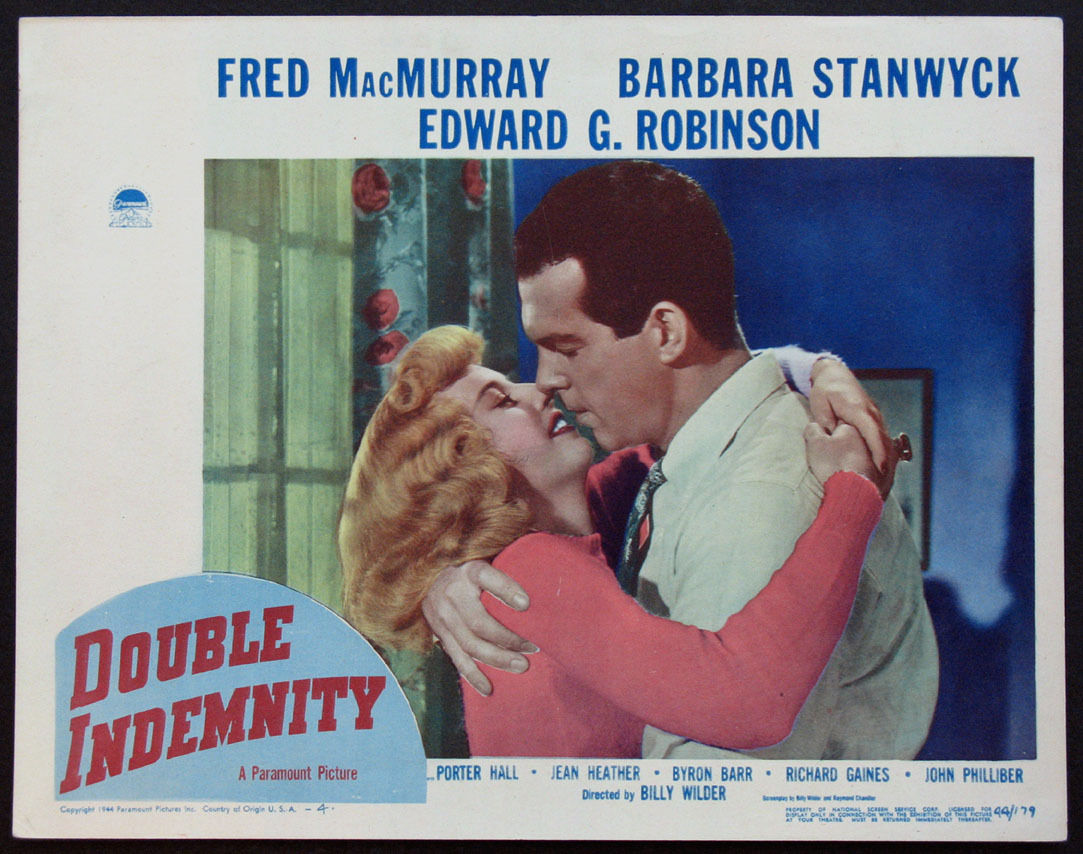
Poster.

《雙重賠償》（英語：Double Indemnity）是比利·懷德於1944年拍成的黑色電影，被譽為美國歷史上最好的劇本之一。本片改編自詹姆斯·凱恩的1943年同名小說，由比利·懷德與雷蒙·錢德勒一同改作成電影劇本，把原著中複雜的四角關係簡化。
影片因其文化价值于1992年被美国国会图书馆收藏。

## 內容
保險推銷員華特深夜進入無人辦公室懺悔自白其罪行：他拜訪狄區森先生準備為其更新快到期的汽車保險，但在家的只有狄區森夫人菲利絲。菲利絲向他探問壽險相關事宜，華特由其言詞中明白其真意，是真的想詐領到保險金。不以為然的華特表示這不但不可能成功，且有太多失敗案例。他氣沖沖離開後，卻忘不了那一眼的風情。菲利絲藉故找到他家，表示自己長期被困在無趣的中產家庭中，與丈夫和繼女的關係不佳、極為渴望金錢及社會地位。兩人終於引爆愛慾，華特應允動手。
華特的頂頭上司凱斯為人精明，善於戳穿詐領保險金的各式騙局。華特也領教過多個案例，但仍為狄區森先生保了重險並策劃李代桃僵之計，將謀殺偽裝為意外。期間華特認識了狄區森家的女兒，由其口中得知狄區森先生似乎不像菲利絲所言那麼不堪，但仍不願回頭。
謀殺成功。但因保險金額極大，總公司來人欲以自殺結案以減少理賠金額。凱斯認為不可能是自殺，卻也由之得到靈感，當成謀殺案處理，也真的找到破綻並推想出謀殺手法。華特眼見其逐步逼進真相卻無能為力。他要求菲利絲放棄保險金免與保險公司對簿公堂，菲利絲卻不願放棄。凱斯認為本案不會是單獨犯案，打算等罪犯們窩裡反。狄區森家的女兒找上華特尋求撫慰喪父之痛，並說出菲利絲的蛇蠍心腸及其複雜的男女關係。華特終於決心滅口，卻不知菲利絲也自有打算。
華特成功滅口，自己負傷後回辦公室進凯斯辦公室自白，卻被站在門外的他聽個一清二楚。華特要求凯斯到次日早上再「發現」凶案，留自己4小時去逃亡卻遭拒絕。負傷的華特蹣跚離開，無力地跌坐在幾步外的門前。他聽到凱斯打電話叫救護車並報警，卻無能為力。

## 角色
- 弗萊德·麥克莫瑞（英语：Fred MacMurray） 飾 Walter Neff
- 芭芭拉·斯坦威克 飾 Phyllis Dietrichson（英语：Phyllis Dietrichson）
- 愛德華·羅賓遜 飾 Barton Keyes
- 波特·霍爾（英语：Porter Hall） 飾 Mr Jackson
- Jean Heather（英语：Jean Heather） 飾 Lola Dietrichson
- 湯姆·鮑威爾斯（英语：Tom Powers） 飾 Mr Dietrichson
- 拜倫·巴爾（英语：Byron Barr） 飾 Nino Zachetti
- Richard Gaines 飾 Edward S. Norton, Jr.
- Fortunio Bonanova（英语：Fortunio Bonanova） 飾 Sam Garlopis
- John Philliber（英语：John Philliber） 飾 Joe Peters
- 雷蒙·錢德勒 飾 man reading book（客串）

## 奖项提名
本片获得第17届奥斯卡七项提名：
- 最佳影片
- 最佳导演
- 最佳女主角-Barbara Stanwyck
- 最佳改编剧本
- 最佳摄影（黑白片）
- 最佳配乐-Miklós Rózsa
- 最佳音效-Loren Ryder

## 荣誉
本片获得美国电影学会（AFI）名单：
- 1998年：AFI百年百大电影-38位
- 2001年：AFI百年百大驚悚電影-24位
- 2002年：AFI百年百大爱情电影-84位
- 2003年：AFI百年百大英雄与反派-女主角Phyllis Dietrichson（反派）-8位
- 2007年：AFI百年百大电影(十周年版)-29位